# Chris Czerapowicz
Christopher Czerapowicz (Gotemburgo; 15 de septiembre de 1991) es un jugador de baloncesto con doble nacionalidad sueca y estadounidense. Mide 2,01 metros, y juega en la posición de alero.

## Trayectoria
Completó su formación en Estados Unidos, con los Davidson Wildcats.
Al regresar de Estados Unidos militaría dos temporadas en Södertälje Kings de la liga sueca donde hizo medias de puntos por partido siempre superiores a los 12 puntos. En este tramo de su carrera se proclamó campeón de liga.
En verano de 2016, firmó con el Miasto Szkła Krosno polaco, donde realizaría una gran primera vuelta de la temporada, con 17 puntos de media.
En febrero de 2017, firma con el MoraBanc Andorra hasta el final de temporada, para paliar la baja del lesionado Nacho Martín.
El 5 de julio de 2021, firma por UCAM Murcia CB de la Liga Endesa. Al término de la temporada se anunció que no seguiría en el equipo.
El 5 de agosto de 2022, firma por el Morabanc Andorra en la Liga LEB Oro. El 7 de marzo de 2024, se hace oficial su desvinculación con el club andorrano.